# Play TV (Playstation)
Play TV är en digital-TV-mottagare som används tillsammans med en Playstation 3 och gör det möjligt att ta emot, lagra och visa TV-sändningar. Den finns inte att köpa i Sverige, men den europeiska varianten har svensk översättning av menyer och fungerar i Sverige.
Den kan spela in även om man tittar på film, spelar spel eller tittar på annan kanal. Schemalägger man inspelning av program och PS3'an inte är påslagen (utan i standby), så startar den upp automatiskt, spelar in och återgår till standby. Det går även att starta den remote ifrån en PSP, för att planera inspelning - titta på live tv eller streamad film.
7 april 2009 släpptes v1.10 av programvaran, som inkluderar HD stöd, vilket gör att även SVT-HD fungerar.